# 사회적 경제
사회적 경제는 혼합 경제 및 시장 경제를 기반으로 사회적 가치를 우위에 두는 경제활동을 말한다. 이 때문에 ‘사람 중심의 경제’라고도 불린다.

## 정의
사회적경제의 개념은 나라마다, 제도마다 다르다. 사회적경제가 발달한 지역에서는 법 혹은 공신력 있는 기구가 정의한 개념을 쓴다. 그러나 여기에도 공통 원칙은 있다. 사회적경제는 △민주적 의사결정 △사회적 목적의 추구 △지분에 근거하지 않은 경제적 성과 배분의 원리 △국가로부터의 독립성을 운영원칙으로 하는 경제주체가 만든다는 점이다.
- 서울시 사회적경제 기본조례 제4조

“사회적경제기업은 다음 각 호의 기본원칙에 따라 행위한다. 1. 조직의 주 목적이 사회적 가치 실현 2. 민주적이고 참여적인 의사결정구조 및 관리 형태를 통해 개인과 공동체의 역량강화 3. 주로 구성원이 수행하는 업무나 서비스, 활동을 토대로 하는 경제활동에서 획득되는 결과를 구성원이나 사회적 가치 실현에 사용하거나 그 수익을 자본보다는 사람과 노동에 우선하여 배분 4. 경영의 투명성과 윤리성 준수 등.” - 2014년 5월 시행.
- 사회적경제기본법안, 윤호중 의원 및 27인

“양극화 해소, 양질의 일자리 창출과 사회서비스 제공, 지역공동체 재생과 지역순환경제, 국민의 삶의 질 향상과 사회통합 등 공동체 구성원의 공동이익과 사회적가치의 실현을 위하여 사회적경제조직이 호혜협력과 사회연대를 바탕으로 사업체를 통해 수행하는 모든 경제적 활동.” - 2016년 8월 17일 발의
- 사회적경제기본법안, 유승민 의원 및 15인

구성원 상호간의 협력과 연대, 적극적인 자기혁신과 자발적인 참여를 바탕으로 사회서비스 확충, 복지의 증진, 일자리 창출, 지역공동체의 발전, 기타 공익에 대한 기여 등 사회적 가
치를 창출하는 모든 경제적 활동.” - 2016년 10월 11일 발의.

## 배경과 역사
사회적경제는 자본주의 시장 경제가 발전하면서 나타난 불평등과 빈부격차, 환경파괴 등 다양한 사회문제에 대한 대안으로 등장했다. 1800년대 초 유럽과 미국에서는 협동조합 사회적기업 상호부조조합 커뮤니티비지니스 형태로, 한반도에서는 1920년대 농민협동조합 도시빈곤층의 두레조합 형태로 나타났다. 이후 1960년대 시작된 신용협동조합 운동, 1980년대 생활협동조합 운동이 일어났다. 1997년 외환위기 이후에는 구조화된 실업문제, 고용불안, 심화되는 빈부격차, 쇠락하는 지역의 문제를 해결하기 위해 자활기업, 사회적기업, 마을기업, 자활기업협동조합 등을 필두로 하는 사회적경제론이 높아졌다. 2007년 사회적기업육성법이 제정, 발효됐으며 사회적경제기본법안이 대한민국 국회에 올라가 있다.

## 사례와 사이트
사회적경제는 사회적 가치에 기반해 공동의 이익을 목적으로 생산, 소비, 분배가 이뤄지는 경제 시스템이다. 사회적기업, 협동조합 등 사회적경제 조직은 영리기업과 다르다. 사회서비스의 질 개선, 취약계층의 일자리 창출, 지역 공동체 재생 등 다양한 사회적 가치 실현을 추구한다. 경쟁과 효율 중심에서 벗어나 협동과 연대를 지향하는 사회적 경제는 우리에게 닥친 불평등의 문제를 풀어가는 데 중요한 역할을 할 수 있다. 사회적경제 활성화를 위해 국내외 많은 기관과 조직이 활동하고 있다.

### 지원기관 사이트
- 한국사회적기업진흥원 http://www.socialenterprise.or.kr/
- 서울 사회적경제 포털 http://sehub.net/
- COOP https://web.archive.org/web/20150823230523/http://www.coop.go.kr/
- Global Social Economy Forum http://www.gsef-net.org/
- OECD http://www.oecd.org/cfe/leed/social-economy.htm
- Social Economy in EU https://ec.europa.eu/growth/sectors/social-economy_en

### 기업 사례
- 몬드라곤 Mondragón : 스페인 노동자협동조합
- 미그로 Migros : 스위스 소비자협동조합
- AP (Associated Press) : 미국 뉴스통신사, 언론사 등 사용자협동조합
- 한살림 : 한국 생활협동조합
- ICOOP : 한국 생활협동조합
- 해피브릿지 : 한국 노동자협동조합
- 소셜브릿지협동조합 : IT 협동조합
- 쿱비즈협동조합 보관됨 2021-07-22 - 웨이백 머신 : 협동조합을 돕는 교육 및 컨설팅 협동조합

### 부작용 사례
동전의 양면처럼 부작용도 존재한다.

## 같이 보기
- 시민 사회
- 사회 혁신

## 참조
- 사회적경제 참 좋다 : 사회적경제언론인포럼 기획, 서울특별시/서울시 사회적경제지원센터 발간 PDF다운로드 받기[깨진 링크(과거 내용 찾기)]